# عمارة فيجاياناغارا

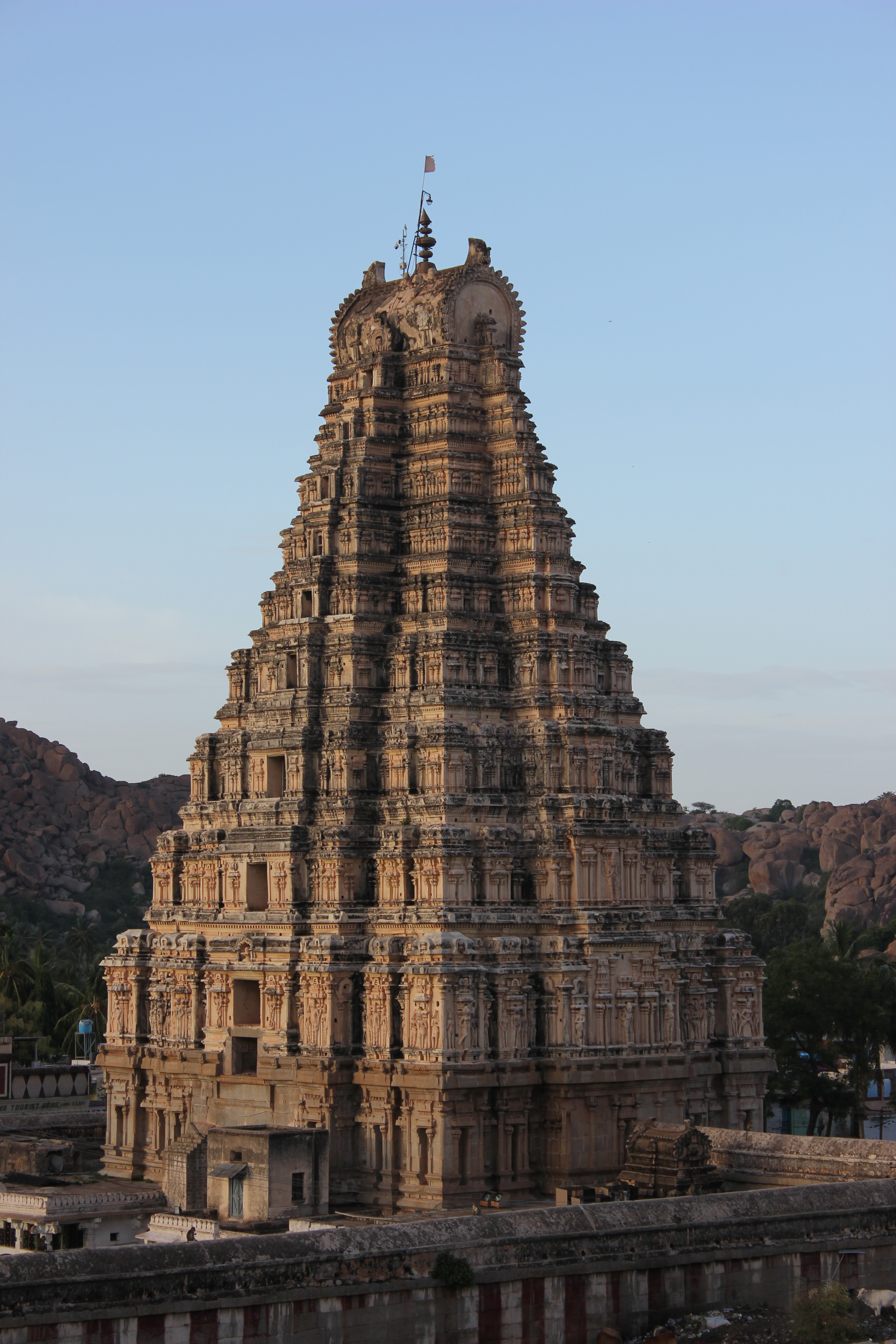

كانت عمارة فيجاياناغارا (بالكنادية: ವಿಜಯನಗರ ವಾಸ್ತುಶಿಲ್ಪ)‏ منذ عام 1336 وحتى عام 1565 ميلادي، عبارة عن تعبير بنائي بارز تطور خلال حكم إمبراطورية فيجاياناغارا الهندوسية. حكمت الإمبراطورية جنوب الهند، من عاصمتهم الملكية في فيجاياناغارا، على ضفاف نهر تونغابادرا في كارناتاكا الحديثة، الهند. بنت الإمبراطورية المعابد والآثار والقصور وغيرها من الهياكل في جميع أنحاء جنوب الهند، مع التركيز الأكبر في عاصمتها. أُدرجت المعالم الأثرية في هامبي وما حولها في إمارة فيجاياناغارا كموقع للتراث العالمي لليونسكو.
أضافت الإمبراطورية هياكل جديدة إلى جانب المعابد الجديدة وأدخلت تعديلات على مئات المعابد في جميع أنحاء جنوب الهند. تعود بعض المباني في فيجاياناغارا إلى فترة ما قبل فيجاياناغارا. تعود معابد تلة ماهاكوتا إلى عصر تشالوكيا الغربي. كانت المنطقة المحيطة بهامبي مكانًا شهيرًا لعدة قرون قبل فترة فيجاياناغارا مع أقدم السجلات التي يرجع تاريخها إلى 689 م، عندما كانت تُعرف باسم بامبا تيرثا بعد نهر الإله المحلي بامبا.
هناك المئات من المعالم الأثرية في المنطقة الأساسية للعاصمة، 56 منها محمية من قبل اليونسكو و654 معلمًا تحميها حكومة ولاية كارناتاكا و300 أخرى تنتظر الحماية.

## السمات البارزة
يمكن تصنيف فن العمارة في فيجاياناغارا على نطاق واسع إلى العمارة الدينية وعمارة البلاط والعمارة المدنية، وكذلك المنحوتات واللوحات المرتبطة بها. يُعد أسلوب فيجاياناغارا مزيجًا من أساليب تشالوكيا وهويسالا وبانديا وتشولا، التي تطورت في وقت سابق في القرون التي حكمت فيها هذه الإمبراطوريات، وتميزت بالعودة إلى فن الماضي البسيط والهادئ.
كانت المادة الأكثر شيوعًا لبناء المعابد على مدار 400 عام خلال حكم إمبراطوريتي تشالوكيا وهويسالا، هي الشيست الحراري أو الحجر الأملس. ينطبق هذا أيَضًا على النحت، إذ يتميز الحجر الأملس بنعومته وسهولة نحته. خلال فترة فيجاياناغارا، كان الغرانيت الصلب المحلي مفضلًا في أسلوب بادامي تشالوكيا، على الرغم من استخدام الحجر الأملس في بعض النقوش والتماثيل. في حين أن استخدام الغرانيت قلل من كثافة الأعمال المنحوتة، إلا أنه كان مادة أكثر متانة لهيكل المعبد، ونظرًا لأن الغرانيت عرضة للتقشر، فقد وصلت بضع قطع من المنحوتات الفردية إلى مستويات عالية من الجودة التي شوهدت في القرون السابقة. اختار الفنانون الجبس لتغطية عدم المساواة في الحجر المستخدم في المنحوتات، استعمل الفنانون الجص لإضفاء لمسة نهائية ناعمة للسطح الخشن، ومن ثم طلائه بألوان زاهية.

## هياكل المعبد
تُحاط معابد فيجاياناغارا عادة بسياج قوي. تتكون الأضرحة المقدسة من غاربهاغراي (الحرم) وشرفة. تمتلك المعابد ذات الحجم المتوسط غاربهاغراي وشوكاناسي (غرفة الانتظار) ونافارانغا (انترالا) يربط بين الحرم والماندابا الخارجي (القاعة)، ورنغامانتابا (قاعة مغلقة ذات أعمدة). تحتوي المعابد الكبيرة على راياغوبورام طويل، مبني باستخدام الخشب والطوب والجص بأسلوب تشولا. أُضيف مصطلح رايا للإشارة إلى غوبورا التي بناها الرايا الفيجاياناغاريون. يحتوي الجزء العلوي من الغوبورام على شلاشيخارا تشبه البرميل ليستريح على جانبه. تُزين الغوبورام أشكال كبيرة بالحجم الطبيعي لرجال ونساء وآلهة وإلهات. أصبح هذا الأسلوب المتأثر بالتاميل درافيدا شائعًا خلال فترة حكم الملك كريشنادفارايا، ويمكن رؤيته في معابد جنوب الهند التي شُيدت على مدى 200 عام تالية. من الأمثلة على الراياغوبورام معبد تشيناكسافا في بيلور والمعابد في كل من سريسايلام وسريرانغام، وبالإضافة إلى هذه الهياكل، تحتوي المعابد متوسطة الحجم على ممر مغلق حول الحرم (براداكشيناباثا)، وقاعة ماهامانتابا مفتوحة (قاعة كبيرة) وكاليانامانتابا (قاعة احتفالية) وخزان معبد لخدمة احتياجات الاحتفالات السنوية.